# Pont Félix-Houphouët-Boigny
Le pont Félix-Houphouët-Boigny,  mis en service en 1957, est un pont routier et ferroviaire situé à Abidjan traversant la lagune Ébrié pour relier la commune du Plateau à Treichville.
Le pont Félix-Houphouët-Boigny relie, avec le pont Général-de-Gaulle, Abidjan Nord à Abidjan Sud. Les embouteillages y sont très fréquents aux heures de pointe. Il remplace l'ancien pont flottant d'Abidjan, qui avait été achevé en 1951.

## Historique
Durant l’époque coloniale, le Plateau, qui constitue aujourd’hui le cœur économique d’Abidjan et la capitale économique , représentait le secteur réservé aux colons français. À l’inverse, le quartier autochtone était Anoumabo, dont le nom signifie «forêt aux roussettes». Ce village tchaman, initialement appelé Comikro, fut rebaptisé Treichville par décret du 27 décembre 1934 en hommage à Marcel Treich Laplène, figure fondatrice de la colonie française en Côte d’Ivoire.
Anoumabo fournissait la main-d’œuvre quotidienne pour l’édification du Plateau, bien que les deux sites soient géographiquement isolés par la lagune Ébrié, ce qui justifia la construction d’un bac pour assurer la liaison.
À la suite du chavirage mortel du bac Anoumabo-Plateau le 18 décembre 1930 qui a fait 50 victimes, un pont flottant de 290 mètres fut édifié dès 1931, intégrant une double fonctionnalité routière et ferroviaire pour desservir les quartiers indigènes et coloniaux d'Abidjan.
Ce pont flottant, long de 290 mètres, comprenait une chaussée routière ainsi qu’une voie ferrée. Sa surface était recouverte de bois et comportait de chaque côté une piste cyclable d’environ 2 mètres de largeur, séparée des voies réservées aux véhicules par un muret d’environ 30 cm de hauteur.
Le pont flottant devenait extrêmement glissant lorsqu’il pleuvait. De nombreuses voitures ont fini par tomber dans la lagune. À chaque passage du train, des vibrations se faisaient sentir, et le pont s’enfonçait presque au niveau de l’eau. Avec le temps, les chaînes se rompaient peu à peu. La circulation devenait quasiment impossible, empêchant toute personne de se rendre au Plateau pendant un à deux jours.
Après que le pont flottant ait révélé ses limites, les autorités coloniales ont décidé de lancer la construction d'un nouveau pont. Ce dernier, connu aujourd'hui sous le nom de Pont Félix Houphouët-Boigny, est toujours en service, bien que dans un état de dégradation avancée. Il a été inauguré et mis en service en mars 1958.
Les travaux de construction du pont Félix-Houphouët-Boigny ont débuté en 1954 et mis en service en 1957. Ce pont est long de 372 mètres et large de 24,85 mètres.

## Réhabilitation
Le 6 avril 2018 sont lancés les travaux de réhabilitation du pont Félix-Houphouët-Boigny par Amadou Gon Coulibaly. Le budget total s'énerve à 41,7 milliards de franc Cfa. Les travaux sont financés par le Contrat de désendettement et de développement.

## Fait divers

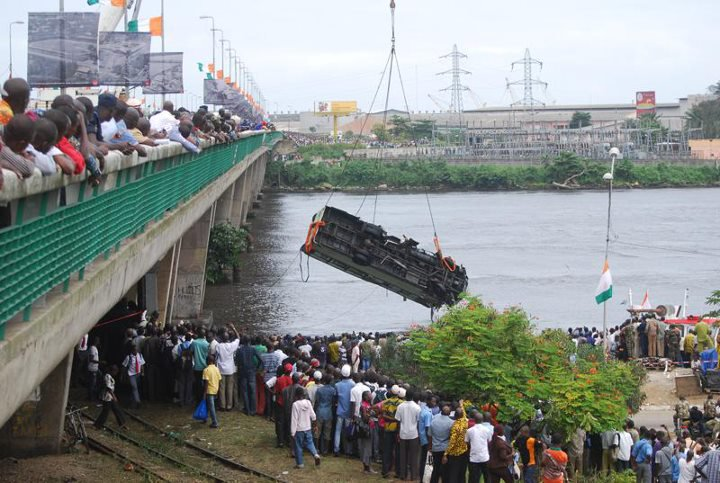
Repêchage du bus, tombé dans la lagune.

Le 5 août 2011, un bus Tata de la SOTRA embarquant un grand nombre de passagers tombe dans la lagune. 54 morts et plusieurs personnes sont portées disparues. Le président Alassane Ouattara a décrété 3 jours de deuil national.
En janvier, un homme se suicide en se jetant du pont.